# MasseMord
MasseMord – polski zespół muzyczny wykonujący black metal. Powstał w 2000 roku w Katowicach z inicjatywy gitarzysty Nihila i wokalisty Namtara. W 2002 roku ukazało się pierwsze demo grupy pt. ...And Blade Still Too Clean. Natomiast  w 2003 roku ukazały się dema pt. Another Holocaust Rises i Silesian Fire. W 2004 roku ukazało się kolejne demo pt. Hatred Towards Mankind And Life Itself. W 2006 roku ukazał się debiutancki album MasseMord pt. Let The World Burn. 
1 maja 2008 roku nakładem Death Solution Productions ukazał się drugi album zespołu zatytułowany The Whore Of Hate. Wydawnictwo zostało zrealizowane w olsztyńskim Studio X we współpracy z producentem muzycznym Szymonem Czechem. W sierpniu 2009 roku zespół trasę koncertową w Polsce wraz z Blaze of Perdition, Hell United, Mord'A'Stigmata i Scart Crown. 24 września 2010 roku nakładem Pagan Records ukazał się minialbum Notes of Antihate Profound.

## Muzycy
Obecny skład zespołu
- Michał „Nihil” Kuźniak  - gitara elektryczna, instrumenty klawiszowe, programowanie perkusji (od 2000)
- Kamil „Sars” Staszałek - gitara basowa, gitara elektryczna (od 2003)
- Grzegorz „Namtar” Kantor - śpiew (od 2000)
- Konrad „Priest” Ksiądz - perkusja (od 2008)
- Mateusz „Stawrogin” Maryjka - gitara elektryczna (od 2012)

Byli członkowie zespołu
- Maciej „Darkside” Kowalski - perkusja (2007-2008)[6]
- Przemysław „Voldtekt” Muchowski - gitara elektryczna (2003-2012)

## Dyskografia
- ...And Blade Still Too Clean (2002, demo)
- Another Holocaust Rises (2003, demo)
- Silesian Fire (2003, album koncertowy)
- Hatred Towards Mankind And Life Itself (2004, demo)
- Let The World Burn (2006)
- The Whore Of Hate (2008)
- Notes of Antihate Profound (EP, 2010)
- The Madness Tongue Devouring Juices of Livid Hope (2010)[7]
- A Life-giving Power of Devastation (2013)[8]